# Hartkirchen
Hartkirchen is een gemeente in de Oostenrijkse deelstaat Opper-Oostenrijk, gelegen in het district Eferding (EF). De gemeente heeft ongeveer 4200 inwoners.

## Geografie
Hartkirchen heeft een oppervlakte van 39 km². Het ligt in het middennoorden van het land. De Duitse grens is niet ver weg.

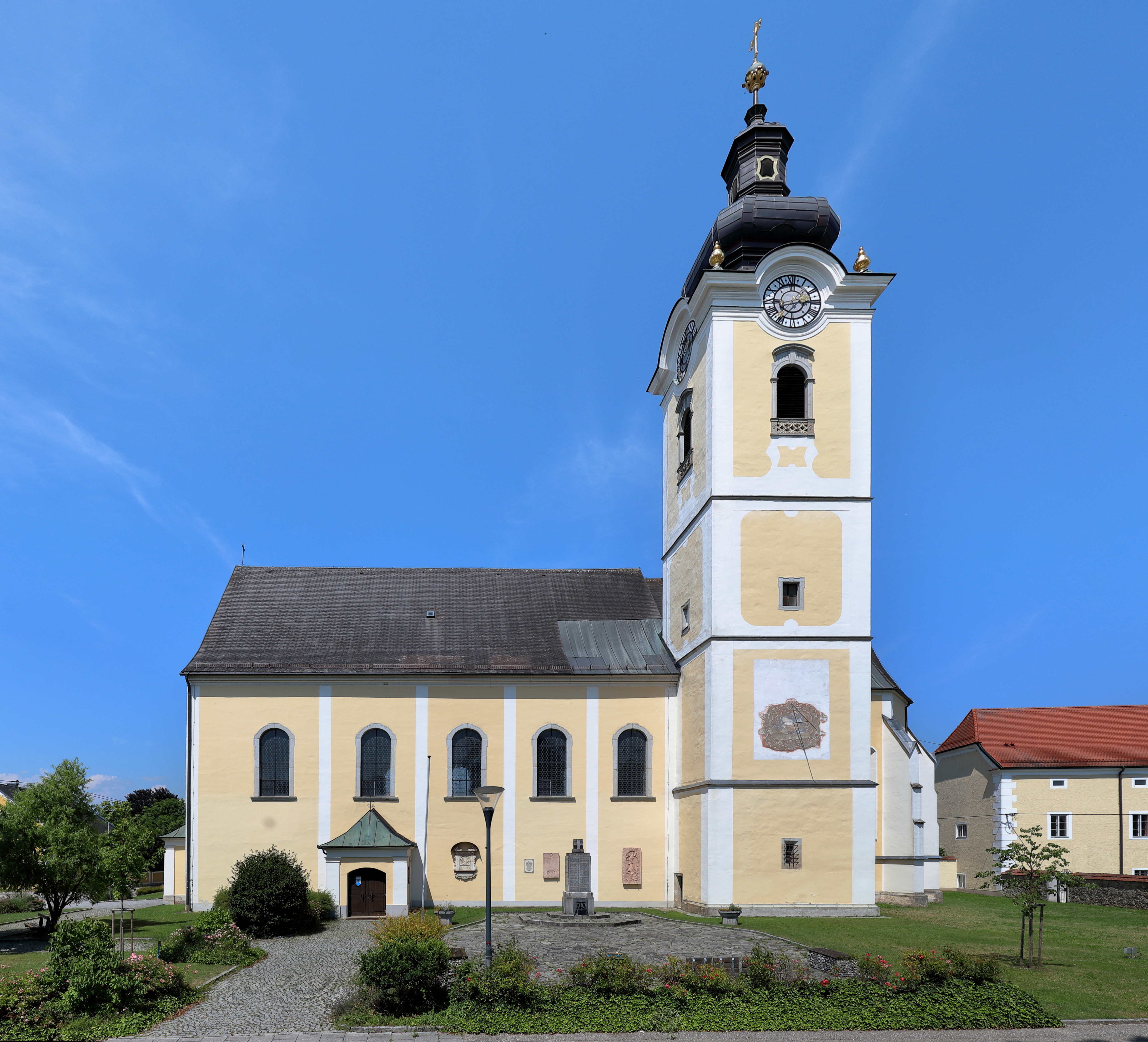
Parochiekerk
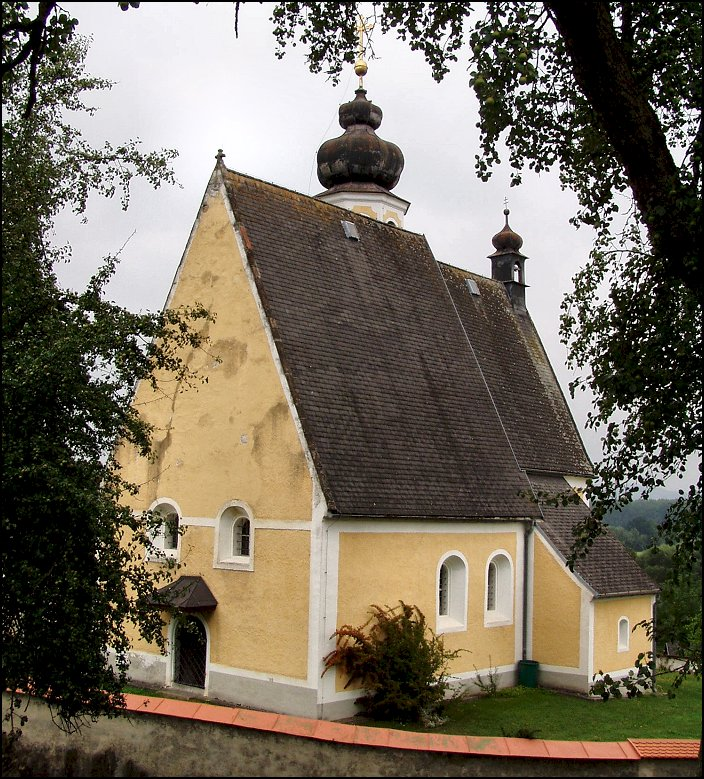
Wallfahrtskirche

Alkoven · Aschach an der Donau · Eferding · Fraham · Haibach ob der Donau · Hartkirchen · Hinzenbach · Prambachkirchen · Pupping · Scharten · Sankt Marienkirchen an der Polsenz · Stroheim
- Gemeinsame Normdatei: 4520026-9
- Virtual International Authority File: 235665530